# Semiothisa elephantedestructa
Semiothisa elephantedestructa là một loài bướm đêm trong họ Geometridae.